# 죄형법정주의
| |
| 형법 刑法 |
| 형법학 · 범죄 · 형벌 죄형법정주의 |
| 범죄론 |
| 구성요건 · 실행행위 · 부작위범 간접정범 · 미수범 · 기수범 · 중지범 불능범 · 상당인과관계 고의 · 고의범 · 착오 과실 · 과실범 공범 · 정범 · 공동정범 공모공동정범 · 교사범 · 방조범 |
| 항변 |
| 위법성조각사유 · 위법성 · 책임 · 책임주의 책임능력 · 심신상실 · 심신미약 · 정당행위 · 정당방위 · 긴급피난 · 오상방위 · 과잉방위 · 강요된 행위                                     |
| 죄수 |
| 상상적 경합 · 연속범 · 병합죄 |
| 형벌론 |
| 사형 · 징역 · 금고 벌금 · 구류 · 과료 · 몰수 법정형 · 처단형 · 선고형 자수 · 작량감경 · 집행유예                                                                                  |
| 대인범죄 |
| 보통살인죄 · 존속살해죄 · 자살교사·방조죄 |
| 촉탁승낙살인죄 · 영아살해죄 · 낙태죄 |
| 상관살해죄 |
| 폭행죄 · 상해치사죄 · 절도죄 |
| 성범죄 · 성매매알선 · 강간죄 |
| 유괴 · 과실치사상죄 · |
| 대물범죄 |
| 손괴죄 · 방화죄 |
| 절도죄 · 강도죄 · 사기죄 |
| 사법절차 방해죄 |
| 공무집행방해죄 · 뇌물죄 |
| 위증죄 · 배임죄 |
| 미완의 범죄 |
| 시도 · 모의 · 공모 |
| 형법적 항변 |
| 자동증, 음주 & 착오 |
| 정신 이상 · 한정책임능력 |
| 강박 · 필요 |
| 도발 · 정당방위 |
| 다른 7법 영역 |
| 헌법 · 민법 · 형법 |
| 민사소송법 · 형사소송법 · 행정법 |
| 포털: 법 · 법철학 · 형사정책 |
| v • d • e • h |

죄형법정주의(罪刑法定主義, 라틴어: nulla poena sine lege, 영어: no penalty without a law)는 어떤 행위가 범죄로 처벌되기 위해서는 행위 이전에 미리 성문의 법률로 규정되어 있어야 한다는 원칙이다. ‘법률이 없으면 범죄 없고 형벌도 없다.’(Nullum crimen, nulla poena sine praevia lege poenali)는 근대 형법의 기본원리이다. 이 사상은 18세기 근대적 계몽주의 내지 인권 사상의 소산으로 법치국가 사상 및 개인주의 자유주의 사상이 배경으로 발생하였다. 대한민국의 헌법재판소는 ‘죄형법정주의는 이미 제정된 정의로운 법률에 의하지 아니하고는 처벌되지 아니한다는 원칙으로서 이는 무엇이 처벌될 행위인가를 국민이 예측가능한 형식으로 정하도록 하여 개인의 법적 안정성을 보호하고 성문의 형벌법규에 의한 실정법질서를 확립하여 국가형벌권의 자의적 행사로부터 개인의 자유와 권리를 보장하려는 법치국가 형법의 기본원칙이다.’라고 밝혔다.

## 역사
죄형법정주의의 사상적 기초를 제공한 것은 17, 18세기의 계몽사상이었으며, 그 중에서 대표적인 것은 몽테스키외의 '권력분립론'과 포이어바흐의 '심리강제설', 베카리아의 범죄와 형벌의 균형론 등이 있다. 하지만 죄형법정주의를 헌법(독일 기본법)에 명시하고 있는 독일의 법원에서는, 동독과 서독의 통일 이후, 통일 이전에 상관의 명령에 복종해 사람들을 살해한 구 동독의 보초들과 그들에 대해 판결을 내린 판사들에 대해 자연법(natural law)을 근거로 유죄를 판결하기도 했다.
형사정책가 리스트는 죄형법정주의가 범죄인의 마그나 카르타Magna Charta"이며 "형사정책의 넘을 수 없는 장벽"이라고 하였고 포이어바흐는 죄형법정주의를 간명하게 '법률 없이는 범죄도 형벌도 없다(nuillum crimen, nulla poena sine lege)'는 명제로 표현하였다.

## 파생 원칙
1. 성문법률주의 혹은 관습형법금지의 원칙
2. 소급효금지의 원칙
3. 명확성의 원칙
4. 유추해석금지의 원칙
5. 자기책임의 원리
6. 적정성의 원칙

## 내용
관습법은 민법에서는 법원으로 인정하지만 형법에서는 관습법을 법원으로 인정하지 않는다. 왜냐하면 관습법은 사회 통념상 암묵적으로 인정되는 법으로서 성문으로 표기되어 있지 않기 때문이다. 성문으로 표기되어 있지 않은 법을 형법의 법원으로 삼으면 어떤 행위가 범죄가 되고 그 범죄에 대하여 어떤 처벌을 할 것인가는 미리 성문의 법률에 규정되어 있어야 한다는 죄형법정주의의 원칙에 어긋난다. 그러나 관습법이 직접적인 법원이 될 수 없다는 것이지 간접적인 법원이 될 수 없다는 것은 아니다. 관습형법을 직접적으로 법원으로 인정하지 않은 이유는 죄형법정주의에 어긋나기 때문이다. 그런데 죄형법정주의는 가해자에 대한 보장적 기능, 즉 책임을 진 만큼만의 형벌을 부과하기 위해 만든 원칙이다. 만약 관습법이 이전의 구성요건을 뒤집는 새로운 구성요건을 만들거나 죄를 가중처벌하는 경우가 아니라면, 관습법도 법원으로 쓰지 못한다는 법은 없다. 따라서 관습형법은 간접적으로 형법과 절차에 영향을 주는 법원이 될 수 있다. 관습법이 예외적으로 형법에 영향을 미치는 예로는 관습법에 의해 기존의 형법이 폐지되거나 구성요건이 감경되는 경우, 관습법에 의한 책임조각사유, 인적 처벌조각사유, 위법성조각사유인 경우가 있다.
소급효 금지의 원칙의 소급(遡及)이란 한자를 직역하면 거꾸로 가서 미친다는 의미이다. 법률용어로 해석하면, 신법이 시행되기 전에 발생한 신법이 규정하는 불법행위들은 처벌하지 않겠다는 의미이다. 소급효금지의 원칙은 법적 안전성과 관련된 원칙이기도 하다. 소급효 금지의 원칙은 대한민국 형법 제 1조에 명시되어 있다. 소급효 금지의 원칙 적용 범위는 사후입법에 의한 처벌의 금지, 형벌과 보안처분, 소송법규정, 판례변경 등에서 따진다. 형벌인 경우, 소급효 금지의 원칙이 적용되는 데에는 아무런 이의가 없다. 그러나 보안처분의 경우, 적용이 된다는 의견과 적용이 되지 않는다는 두 가지 의견으로 나뉘어 있다. 보안처분은 범법자를 벌하기 위한 처벌이라기 보다는 미래의 범죄를 예방하기 위한 처벌이라는 차원에서 그 초점이 미래에 있기 때문에 소급효금지의 원칙이 적용되지 않는다는 것이 다수설이다. 소송법규정에 관해서도 소급효 금지의 원칙은 실체법에 적용되는 원칙이지 절차법에 적용되지는 못한다는 것이 다수설이다. 그러나 소송법 규정이 가벌성과 관련된 때에 관하여 소급효금지의 원칙이 적용될 수 있는가에 관해서는 의견이 대립되고 있다. 판례를 변경할 경우 소급효금지의 원칙이 적용될 수 있는가에 대해서도 긍정설과 부정설이 나뉘어 있다. 소급효긍정설인 경우 판례는 법률의 해석이지 법률일 수는 없기 때문에 소급효를 금지할 이유가 없다고 한다. 이에 반해 소급효부정설은 판례도 재판관의 판결에 영향을 미치는 법원 중 하나이기 때문에 판례가 피고인에게 불리하게 진술될 수도 있기 때문에 소급효를 금지해야 한다고 한다. 행위 당시의 판례에 의하면 처벌대상이 아니었던 행위를 판례의 변경에 따라 처벌하는 것은 형벌불소급의 원칙에 반하지 않는다.
적정성의 원칙이란 행위자가 어떠한 범죄를 범했을 때 이를 형법로 적정하게 처벌해야 한다는 원칙을 말한다. 국민의 자유와 권리를 보장할 수 있도록 규정해 놓은 것이다. 2차대전이후 등장한 현대적 원칙에 해당한다.

## 국가별 사례

### 대한민국
헌법은 제13조 제1항(모든 국민은 행위시의 법률에 의하여 범죄를 구성하지 아니하는 행위로 소추되지 아니하며, …)과 제12조 제1항(… 법률과 적법한 절차에 의하지 아니하고는 처벌ㆍ보안처분 또는 강제노역을 받지 아니한다)에서 죄형법정주의를 규정하고 있다.
그리고 형법 제1조(범죄의 성립과 처벌) ① 범죄의 성립과 처벌은 행위 시의 법률에 따른다. 형사소송법 제323조(유죄판결에 명시될 이유) ① 형의 선고를 하는 때에는 판결이유에 범죄될 사실, 증거의 요지와 법령의 적용을 명시하여야 한다. ② 법률상 범죄의 성립을 조각하는 이유 또는 형의 가중, 감면의 이유되는 사실의 진술이 있은 때에는 이에 대한 판단을 명시하여야 한다.를 통해서도 죄형법정주의를 간접적으로 지지하고 있다.

#### 판례
- 형벌법규의 해석은 엄격하여야 하고, 문언의 가능한 의미를 벗어나 피고인에게 불리 한 방향으로 해석하는 것은 죄형법정주의의 내용인 확장해석금지에 따라 허용되지 않는다. 따라서 형벌조항 중 범죄의 구성요건에 해당하는 문언의 의미를 합리적 이유 없이 고려하지 않고 해석함으로 써 형벌의 적용 범위가 확장되는 것을 경계해야 한다[4].
- 아동 • 청소년 등이 일상적인 생활을 하면서 신체를 노출한 것일 뿐 적극적인 성적 행위를 한 것이 아니더라도 이를 몰래 촬영하는 방식 등으로 성적 대상화하였다면 이와 같은 행위를 표현한 영상 등은 아동 • 청소년이용음란물에 해당한다[5].
- 시간당 알코올분해량에 관하여 알려져 있는 신빙성 있는 통계자료 중 피고인에게 가장 유리한 것을 대입하여 위드마크 공식을 적용하여 운전시의 혈중알코올농도를 계산하는 것은 피고 인에게 실질적인 불이익을 줄 우려가 없으므로 그 계산결과는 유죄의 인정자료로 사용할 수 있다고 하여야 한다[6]
- 피해아동의 부모가 피해아동의 가방에 녹음기를 넣어 수업시간 중 교실에서 아동학 대범죄 처벌법 위반으로 기소된 피고인(피해아동의 담임교사)이 한 발언을 녹음한 녹음파일, 녹취록 등은 통신비밀보호법 제14조 제1항을 위반하여 공개되지 아니한 타인 간의 대화를 녹음한 것이므로 통신비밀보호법 제14조 제2항 및 제4조에 따라 증거능력이 부정된다[7].
- 통신비밀보호법 제3조 제1항은 누구든지 이 법과 형사소송법 또는 군사법원법의 규정에 의하지 아니하고는 우편물의 검열 • 전기통신의 감청 또는 공개되지 않은 타인 간의 대화를 녹음 또는 청취하지 못한다고 규정하고 있고, 같은 법 제16조 제1항은 이를 위반하는 행위를 처벌하도록 규정하고 있다. 여기서 '청취'는 타인 간의 대화가 이루어지고 있는 상황에서 실시간으로 그 대화의 내용을 엿듣는 행위를 의미하고, 대화가 이미 종료된 상태에서 그 대화의 녹음물을 재생하여 듣는 행위는 '청취'에 포함되지 않는다[8]
- 자동차관리법 제34조 제1항에서 정한 절차적 요건이 충족되지 않은 상태에서 자동차 튜닝을 한 사람은 누구라도 같은 법 제81조 제19호에 따라 처벌된다고 보는 것이 타당하다[9].
- 어린이집 대표자를 변경하였음에도 변경인가를 받지 않은 채 어린이집을 운영한 행 위에 대해 설치인가를 받지 않고 사실상 어린이집의 형태로 운영하는 행위 등을 처벌하는 규정인 영유아보육법 제54조 제4항 제1호를 적용하거나 유추적용할 수 없다[10].
- 원산지표시법 제14조 제2항에서 정한 '제1항의 죄로 형을 선고받고 그 형이 확정된 후'란, 원산지표시법 제6조 제1항 또는 제2항을 위반하여 7년 이하의 징역형, 1억원 이하의 벌금형, 징역형에 벌금형이 병과되어 그 형이 확정된 경우를 의미하고, 확정된 벌금형에는 공판절차에서 형을 선고받아 확정된 경우뿐만 아니라 약식절차에서 벌금형의 약식명령을 고지받아 확정된 경우까지 포 함된다고 보아야 하며, 이러한 해석이 피고인에게 불리한 방향으로 지나치게 확장해석하거나 유추해 석하는 것으로 볼 수는 없다[11].
- 진로변경을 금지하는 안전표지인 백색실선은 교통사고처리 특례법 제3조 제2항 단서 제1호에서 정하고 있는 통행금지를 내용으로 하는 안전표지'에 해당하지 않으므로, 이를 침범하여 교통사고를 일으킨 운전자에 대하여는 교통사고처리법 제3조 제2항 본문의 반의사불벌죄 규정 및 제4조 제1항의 종합보험 가입특례 규정이 적용된다고 보아야 한다[12].
- 2011. 1. 1. 이전에 아동• 청소년 대상 성폭력범죄를 범하고 아직 유죄판결이 확정되지 아니한 자에 대하여 는 판결과 동시에 고지명령을 선고할 수 있는 근거를 따로 두고 있지 아니하므로, 2011. 1. 1. 이후 '아동•청소년 대상 성폭력범죄를 저지른 자'에 대하여만 판결과 동시에 고지명령을 선고할 수 있다고 보아야 한다.[13]
- 대법원 양형위원회가 설정한 '양형기준'이 발효하기 전에 공소가 제기된 범죄에 대하 여 위 '양형기준'을 참고하여 형을 양정한 사안에서, 피고인에게 불리한 법률을 소급하여 적용한 위법이 있다고 할 수 없다[14]

##### 노역장 유치
- 노역장유치는 그 실질이 신체의 자유를 박탈하는 것으로서 징역형과 유사한 형벌적 성격을 가지므로 형벌불소급원칙의 적용대상이 된다.[15]
- 형벌법규에 대한 체계적·논리적 해석방법은 그 규정의 본질적 내용에 가장 접근한 해석을 위한 것으로서 죄형법정주의의 원칙에 부합한다.[16]

##### 유추해석금지의 원칙
- 특별위원회가 존속하지 않게 된 이후에도 과거 특별위원회가 존속할 당시 재적위원이었던 사람이 연서로 고발할 수 있다고 해석하는 것은 유추해석금지의 원칙에 위배된다.[17]
- 성폭력범죄의 처벌 등에 관한 특례법 제13조의 통신매체 이용음란죄에서 통신매체를 이용하지 아니한 채 ‘직접’ 상대방에게 물건 등을 도달하게 하는 행위까지 포함하여 위 규정으로 처벌할 수 있다고 보는 것은 유추해석금지의 원칙에 위반된다.[18]
- 반의사불벌죄에서 처벌을 희망하지 않는다는 의사표시 또는 처벌희망 의사표시의 철회는 이른바 소극적 소송조건에 해당하고, 소송조건에는 유추해석금지의 원칙이 적용된다.[19]

##### 소급효금지의 원칙
- 구 가정폭력범죄의 처벌 등에 관한 특례법의 사회봉사명령은 그 성질이 보안처분이지만 소급효금지의 원칙이 적용된다.[20]
- 군형법 제64조 제1항의 상관면전모욕죄의 구성요건은 ‘상관을 그 면전에서 모욕하는’ 것인데, 여기에서 ‘면전에서’라 함은 얼굴을 마주 대한 상태를 의미하는 것임이 분명하므로, 전화를 통하여 통화하는 것을 면전에서의 대화라고는 할 수 없다.[21]
- 개정 형사소송법 시행 당시 공소시효가 완성되지 아니한 범죄에 대한 공소시효가 위 법률이 개정되면서 신설된 제253조 제3항에 의하여 피고인이 외국에 있는 기간 동안 정지된 경우, 공소제기시에 공소시효의 기간은 경과되지 아니하였다.[22]
- 구성요건이 신설된 상습강제추행죄가 시행되기 이전의 범행은 상습강제추행죄로는 처벌할 수 없고 행위시법에 기초하여 강제추행죄로 처벌할 수 있을 뿐이며, 이 경우 그 소추요건도 상습강제추행죄에 관한 것이 아니라 강제추행죄에 관한 것이 구비되어야 한다.[23]
- 허위로 신고한 사실이 무고행위 당시 형사처분의 대상이 될 수 있었던 경우에는 무고죄는 기수에 이르고, 이후 그러한 사실이 형사범죄가 되지 않는 것으로 판례가 변경되었더라도 특별한 사정이 없는 한 이미 성립한 무고죄에는 영향을 미치지 않는다.[24]
- 가정폭력범죄의 처벌 등에 관한 특례법상 사회봉사명령을 부과하면서, 행위시법상 사회봉사명령 부과시간의 상한인 100시간을 초과하여 상한을 200시간으로 올린 신법을 적용한 것은 위법하다.[25]
- 외국환거래법 제30조가 규정하는 몰수․추징의 대상은 범인이 해당 행위로 인하여 취득한 외국환 기타 지급수단 등을 뜻하고, 이는 범인이 외국환거래법에서 규제하는 행위로 인하여 취득한 외국환 등이 있을 때 이를 몰수하거나 추징한다는 취지이나, 여기서 취득이란 해당 범죄행위로 인하여 결과적으로 이를 취득한 때를 말한다고 제한적으로 해석함이 타당하다[26]
- 위치추적 전자장치의 부착명령은 보안처분적 성격을 가지므로 구 특정 범죄자에 대한 위치추적 전자장치부착 등에 관한 법률을 개정하여 부착명령 기간을 연장하면서 개정법 시행 전에 저지른 범죄에 대하여도 적용하도록 한 것은 소급입법금지의 원칙에 위반되지 아니한다[27]
- 국가공무원법 제66조(집단행위의 금지) 제1항에서 ‘공무 외의 일을 위한 집단행위’로 포괄적이고 광범위하게 규정하고 있다 하더라도 명확성의 원칙과 과잉금지의 원칙에 반한다고 볼 수 없다.[28]

##### 판례 제외
- 형사처벌의 근거가 되는 것은 법률이지 판례가 아니고, 형법 조항에 관한 판례의 변경은 그 법률조항의 내용을 확인하는 것에 지나지 아니하여 이로써 그 법률조항 자체가 변경된 것이라고 볼 수는 없으므로, 행위 당시의 판례에 의하면 처벌대상이 되지 아니하는 것으로 해석되었던 행위를 판례의 변경에 따라 확인된 내용의 형법 조항에 근거하여 처벌한다고 하여 그것이 헌법상 평등의 원칙과 형벌불소급의 원칙에 반한다고 할 수는 없다.[29]

###### 보호관찰 제외
- 개정 형법 제62조의2 제1항에 의하면 형의 집행을 유예를 하는 경우에는 보호관찰을 받을 것을 명할 수 있고, 같은 조 제2항에 의하면 제1항의 규정에 의한 보호관찰의 기간은 집행을 유예한 기간으로 하고, 다만 법원은 유예기간의 범위 내에서 보호관찰의 기간을 정할 수 있다고 규정되어 있는바, 위 조항에서 말하는 보호관찰은 형벌이 아니라 보안처분의 성격을 갖는 것으로서, 과거의 불법에 대한 책임에 기초하고 있는 제재가 아니라 장래의 위험성으로부터 행위자를 보호하고 사회를 방위하기 위한 합목적적인 조치이므로, 그에 관하여 반드시 행위 이전에 규정되어 있어야 하는 것은 아니며, 재판시의 규정에 의하여 보호관찰을 받을 것을 명할 수 있다고 보아야 할 것이고, 이와 같은 해석이 형벌불소급의 원칙 내지 죄형법정주의에 위배되는 것이라고 볼 수 없다.[30]
- 블로그 미니 홈페이지 카페 등의 이름으로 개설된 사적 인터넷 게시공간의 운영자가 게시공간에 게시된 타인의 글을 삭제할 권한이 있는데도 이를 삭제하지 아니하고 그대로 둔 경우를 국가보안법 제 7조 제5항의 소지행위로 보는 것은 죄형법정주의에 위배된다[31]
- 국내 특정 지역의 수삼과 다른 지역의 수삼으로 만든 홍삼을 주원료로 하여 특정 지역에서 제조한 홍삼 절편의 제품명이나 제조 판매자명에 특정 지역의 명칭을 사용한 행위를 원산지를 혼동하게 할 우려가 있는 표시를 하는 행위라고 해석하는 것은 죄형법정주의에 위배된다[32]
- 도로교통법 제43조 운전면허를 받지 아니하고라는 법률문언의 의미에 운전면허를 받았으나 그 후 운전면허의 효력이 정지된 경우가 포함된다고 해석하는 것은 죄형법정주의에 위배된다[33]
- 정보통신망에 의하여 처리 보관 또는 전송되는 타인의 정보를 훼손하거나 타인의 비밀을 침해 도용 또는 누설하는 행위를 금지 처벌하는 규정인 구 정보통신망이용촉진 및 정보보호 등에 관한 법률 제49조 및 제62조 제6호의 타인에는 생존하는 개인뿐만 아니라 이미 사망한 자도 포함된다고 해석하는 것은 죄형법정주의에 위배되지 아니한다[34]
- 성폭력범죄의 처벌 등에 관한 특례법(이하 ‘성폭력처벌법’이라고 한다) 제14조 제1항, 제2항, 제3항에 의하면, 성폭력처벌법 제14조 제1항의 촬영의 대상은 ‘성적 욕망 또는 수치심을 유발할 수 있는 다른 사람의 신체’라고 보아야 함이 문언상 명백하므로 위 규정의 처벌 대상은 ‘다른 사람의 신체 그 자체’를 카메라 등 기계장치를 이용해서 ‘직접’ 촬영하는 경우에 한정된다고 보는 것이 타당하므로, 다른 사람의 신체 이미지가 담긴 영상도 위 조항의 ‘다른 사람의 신체’에 포함된다고 해석하는 것은 법률문언의 통상적인 의미를 벗어나는 것이어서 죄형법정주의 원칙상 허용될 수 없고, 성폭력처벌법 제14조 제2항 및 제3항의 촬영물은 ‘다른 사람’을 촬영대상자로 하여 그 신체를 촬영한 촬영물을 뜻하는 것임이 문언상 명백하므로, 자의에 의해 스스로 자신의 신체를 촬영한 촬영물까지 위 조항에서 정한 촬영물에 포함시키는 것은 문언의 통상적인 의미를 벗어난 해석이다.[35]
- 법률의 시행령은 모법인 법률의 위임 없이 법률이 규정한 개인의 권리·의무에 관한 내용을 변경·보충하거나 법률에서 규정하지 아니한 새로운 내용을 규정할 수 없고, 특히 법률의 시행령이 형사처벌에 관한 사항을 규정하면서 법률의 명시적인 위임 범위를 벗어나 처벌의 대상을 확장하는 것은 죄형법정주의의 원칙에도 어긋나는 것이므로, 그러한 시행령은 위임입법의 한계를 벗어난 것으로서 무효이다.[36]
- 구 노동조합법(1986. 12. 31. 법률 제3925호로 최종 개정되었다가 1996. 12. 31. 법률 제5244호로 공포된 노동조합및노동관계조정법의 시행으로 폐지된 것) 제46조의3은 그 구성요건을 "단체협약에……위반한 자"라고만 규정함으로써 범죄구성요건의 외피(外皮)만 설정하였을 뿐 구성요건의 실질적 내용을 직접 규정하지 아니하고 모두 단체협약에 위임하고 있어 죄형법정주의의 기본적 요청인 "법률"주의에 위배되고, 그 구성요건도 지나치게 애매하고 광범위하여 죄형법정주의의 명확성의 원칙에 위배된다.[37]
- 처벌법규의 입법목적이나 그 전체적 내용, 구조 등을 살펴보아 사물의 변별능력을 제대로 갖춘 일반인의 이해와 판단으로서 그의 구성요건요소에 해당하는 행위유형을 정형화하거나 한정할 합리적 해석 기준을 찾을 수 있다면 죄형법정주의가 요구하는 형벌법규의 명확성의 원칙에 반하는 것은 아니다.[38]

##### 처벌법규의 위임입법
- 특히 긴급한 필요가 있거나 미리 법률로써 자세히 정할 수 없는 부득이한 사정이 있는 경우이고 법률에서 범죄의 구성요건은 처벌대상인 행위가 어떠한 것일 것이라고 이를 예측할 수 있을 정도로 구체적으로 정하고 있으며 형벌(刑罰)의 종류(種類) 및 그 상한(上限)과 폭(幅)을 명백히 규정한 경우라면 처벌법규의 위임입법도 가능하다[39]
- 죄형법정주의와 형벌불소급원칙들의 근본 취지는, 허용된 행위와 금지된 행위의 경계를 명확히 설정하여 어떠한 행위가 금지되어 있고 그에 위반한 경우 어떠한 처벌이 정해져 있는가를 미리 국민에게 알려 자신의 행위를 그에 맞출 수 있도록 하고, 사후입법에 의한 처벌이나 가중처벌을 금지함으로써 법적 안정성, 예측가능성 및 국민의 신뢰를 보호하기 위한 데 있다.[40]
- 현대국가의 사회적 기능 증대와 사회현상의 복잡화에 따라 국민의 권리･의무에 관한 사항이라도 모두 입법부에서 제정한 법률만으로 정할 수는 없어서 불가피하게 예외적으로 하위법령에 위임하는 것이 허용되지만, 위임입법의 형식은 원칙적으로 헌법 제75조, 제95조에서 예정하고 있는 대통령령, 총리령 또는 부령 등의 법규명령의 형식을 벗어나서는 안 된다.[41]
- 법률에 의한 처벌법규의 위임은 반드시 구체적이고 개별적으로 한정된 사항에대하여 행해져야 하고 그 요건과 범위가 더 엄격하게 제한적으로 적용되어야하므로, 처벌법규의 위임은 특히 긴급한 필요가 있거나 미리 법률로써 자세히 정할 수 없는 부득이한 사정이 있는 경우에 한정되어야 한다.[42]
- ‘공중도덕(公衆道德)’은 시대상황, 사회가 추구하는 가치 및 관습 등 시간적·공간적 배경에 따라 그 내용이 얼마든지 변할 수 있는 규범적 개념이므로, 그것만으로는 구체적으로 무엇을 의미하는지 설명하기 어렵다.‘파견근로자보호 등에 관한 법률’(이하 ‘파견법’이라 한다)의 입법목적에 비추어보면, 심판대상조항은 공중도덕에 어긋나는 업무에 근로자를 파견할 수 없도록 함으로써 근로자를 보호하고 올바른 근로자파견사업 환경을 조성하려는 취지임을 짐작해 볼 수 있다. 하지만 이것만으로는 ‘공중도덕’을 해석함에 있어 도움이 되는 객관적이고 명확한 기준을 얻을 수 없다. 파견법은 ‘공중도덕상 유해한 업무’에 관한 정의조항은 물론 그 의미를 해석할 수 있는 수식어를 두지 않았으므로, 심판대상조항이 규율하는 사항을 바로 알아내기도 어렵다. 심판대상조항과 관련하여 파견법이 제공하고 있는 정보는 파견사업주가 ‘공중도덕상 유해한 업무’에 취업시킬 목적으로 근로자를 파견한 경우 불법파견에 해당하여 처벌된다는 것뿐이다. 파견법 전반에 걸쳐 심판대상조항과 유의미한 상호관계에 있는 다른 조항을 발견할 수 없고, 파견법 제5조, 제16조 등 일부 관련성이 인정되는 규정은 심판대상조항 해석기준으로 활용하기 어렵다. 결국, 심판대상조항의 입법목적, 파견법의 체계, 관련조항 등을 모두 종합하여 보더라도 ‘공중도덕상 유해한 업무’의 내용을 명확히 알 수 없다. 아울러 심판대상조항에 관한 이해관계기관의 확립된 해석기준이 마련되어 있다거나, 법관의 보충적 가치판단을 통한 법문 해석으로 심판대상조항의 의미내용을 확인할 수 있다는 사정을 발견하기도 어렵다. 심판대상조항은 건전한 상식과 통상적 법감정을 가진 사람으로 하여금 자신의 행위를 결정해 나가기에 충분한 기준이 될 정도의 의미내용을 가지고 있다고 볼 수 없으므로 죄형법정주의의 명확성원칙에 위배된다.[43]
- 형사처벌에 관련되는 주요사항을 특수법인의 자치규범인 정관에 위임하는 것은 헌법이 위임입법의 형식으로 인정하고 있지 않은 형식에 해당하고, 사실상 그 정관 작성권자에게 처벌법규의 내용을 형성할 권한을 준 것이나 다름없으므로, 죄형법정주의에 비추어 허용되기 어렵다.[44]
- 영상정보처리기기에 의하여 촬영된 개인의 초상 신체의 모습과 위치정보 등과 관련한 영상의 형태로 존재하는 개인정보의 경우 영상이 담긴 매체를 전달받는 등 영상 형태로 개인정보를 이전받는 것 외에도 이를 시청하는 등의 방식으로 영상에 포함된 특정하고 식별할 수 있는 살아있는 개인에 관한 정보를 지득함으로써 지배 관리권을 이전받은 경우에도 구 개인정보 보호법 제71조 제5호 후단의 개인정보를 제공받은 자에 해당할 수 있다[45]
- 죄형법정주의 공소시효를 정지 연장 배제하는 특례조항을 신설하면서 소급적용에 관한 명시적인 경과규정을 두지 않은 경우 그 조항을 소급하여 적용할 수 있는지에 관해서는 보편타당한 일반원칙이 존재하지 않고 적법절차원칙과 소급금지원칙을 천명한 헌법 제12조 제1항과 제13조 제1항의 정신을 바탕으로 하여 법적 안정성과 신뢰보호원칙을 포함한 법치주의 이념을 훼손하지 않는 범위에서 신중히 판단해야 한다[46]
- 범죄구성요건에 일반적, 규범적 개념을 사용하더라도 법률의 규정에 의하여 그 해석이 가능하고 또한 일반인이 금지된 행위와 허용된 행위를 구분하여 인식할 수 있다면 죄형법정주의에 위반한 것은 아니라고 보아야 한다.[47]
- 보호감호처분은 형벌과 같은 차원에서 적법한 절차와 헌법의 죄형법정주의의 원칙을 따라야 하므로 보호감호처분의 요건이 되는 범죄에 관한 소급입법에 의한 보호감호처분은 허용될 수 없다.[48]
- 공공기관의 운영에 관한 법률 소정의 공무원 의제규정 즉 공기업의 임직원으로서 공무원이 아닌 사람은 형법 제129조의 적용에 있어서는 이를 공무원으로 본다고 규정하고 있을 뿐 구체적인 공기업의 지정에 관하여는 그 하위규범인 기획재정부장관의 고시에 의하도록 규정하였다 하더라도 죄형법정주의에 위반되지 않는다.[49]
- “형법조항은 헌법상 규정된 죄형법정주의 원칙상 입법목적이나 입법자의 의도를 감안한 유추해석이 일체 금지된다”며 “이 사건 법률조항의 ‘공무원’에 국가공무원법ㆍ지방공무원법에 따른 공무원이 아니고 공무원으로 간주되는 사람이 아닌 제주자치도 위촉위원이 포함된다고 해석하는 것은 죄형법정주의에 위반되므로, 그 범위 내에서 한정위헌결정을 선고한다."[50]
- 피고인이 선물거래시장의 실제 거래시세정보가 실시간으로 연동되는 사설 선물거래 사이트를 개설한 다음, 회원들이 피고인 계좌로 돈을 입금하면 일정한 적용비율로 환산한 전자화폐를 적립시켜 준 뒤, 회원들이 거래를 할 때마다 수수료를 공제하고, 전자화폐의 환전을 요구받으면 원래의 적용비율에 따라 현금으로 환산하여 주는 방식으로 사이트를 운영한 사안에서, 피고인의 행위를 무인가 금융투자업 영위에 의한 구 자본시장과 금융투자업에 관한 법률 제444조 제1호, 제11조 위반죄로 처벌하는 것은 죄형법정주의에 반하여 허용될 수 없다.[51]
- 이 사건 규정은 ‘다중의 위력으로써’ 주거침입의 범죄를 범한 자를 형사처벌하고 있는 바, 이 사건 규정의 ‘다중’은 단체를 구성하지는 못하였으나 다수인이 모여 집합을 이루고 있는 것을 말하는 것으로서 집단적 위력을 보일 정도의 다수 혹은 그에 의해 압력을 느끼게 해 불안을 줄 정도의 다수를 의미하고, ‘위력’이라 함은 다중의 형태로 집결한 다수 인원으로 사람의 의사를 제압하기에 족한 세력을 의미한다고 할 것이다. 따라서 이 사건 규정은 죄형법정주의의 명확성원칙에 위반된다고 볼 수 없다.[52]

##### 위임의 한계
- 과학기술의 급격한 발전으로 말미암아 흥분·환각 또는 마취의 작용을 일으키는 유해화학물질이 수시로 생겨나기 때문에 이에 신속하게 대처하려는 데에 있으므로, 위임의 한계를 벗어난 것으로 볼 수 없다[53]
- 자신의 뇌물수수 혐의에 대한 결백을 주장하기 위하여 제3자로부터 사건 관련자들이 주고받은 이메일 출력물을 교부받아 징계위원회에 제출한 행위를‘정보통신망에 의하여 처리·보관 또는 전송되는 타인의 비밀’인 이메일의 내용을 누설하는 행위에 해당한다고 보는 것은 죄형법정주의 원칙에 반하는 확장해석이라고 할 수 없다.[54]

##### 제한적 유추적용 금지
- 위법성조각사유에 대한 제한적 유추적용은 죄형법정주의에 반하여 허용되지 않는다[55].
- 범죄 후 재판확정 전 법률의 변경에 의하여 형이 구법보다 경하게 된 경우 그 법률 변경의 동기가 구법에서 정한 과형이 과중하였다는 반성적 고려에 따라 이루어졌다면 형법 제1조 제2항이 적용된다.[56]
- 형벌법규를 해석함에 있어서 법령에서 쓰인 용어에 관해 정의규정이 없는 경우에 는 원칙적으로 사전적(辭典的) 정의 등 일반적으로 받아들여진 의미에 따라야 한다.[57]
- 관습형법금지의 원칙은 관습법을 근거로 새로운 구성요건을 만들거나 기존의 구성요건 을 가중처벌하는 것을 금지하나, 간접적으로 형법의 해석에 영향을 미치는 것은 가능하다.[58]
- 동일한 형벌법규 적용에 있어서, 행위 시의 판례에 의하면 처벌받지 않던 행위를 판례의 변경에 의하여 처벌하는 것은 형벌불소급의 원칙에 반하는 것은 아니다.[59]
- 유기징역형에 대한 법률상 감경을 하면서 ｢형법｣ 제55조 제1항 제3호에서 정한 것과 같이 장기와 단기를 모두 2분의 1로 감경하는 것이 아닌 장기 또는 단기 중 어느 하나만을 2분의 1로 감경하는 방식은 죄형법정주의 원칙에 반한다.[60]
- 형벌법규의 해석에서 법규정 문언의 가능한 의미를 벗어나는 경우에는 유추해석으로서 죄형법정주의에 위배된다. 유추해석금지의 원칙은 모든 형벌법규의 구성요건과 가 벌성에 관한 규정에 준용된다. 소추요건에 관하여도 그 범위를 유추적용할 경우 가벌성의 범위가 확대되어 행위자에게 불리하게 된다면, 이는 가능한 문언의 의미를 넘어 범죄구성요건을 유추하는 것과 같은 결과를 초래하므로 죄형법정주의의 파생원칙인 유추해석금지의 원칙에 반하여 허용될 수 없다[61]
- 공직선거법 제262조의 ‘자수’를 통상 관용적으로 사용되는 용례와는 달리 범행발각 전에 자수한 경우로 한정하여 해석한 것은 유추해석금지의 원칙에 위반된다.[62]
- 행위 당시의 판례에 의하면 처벌대상이 되지 아니하는 것으로 해석되었던 행위를 재판시에 해석을 달리하여 처벌하는 것은 형벌불소급의 원칙에 반하지 않는다.[63]
- “약국 개설자가 아니면 의약품을 판매하거나 판매 목적으로 취득할 수 없다.”고 규정한 구 약사법 제44조 제1항의 ‘판매’에 무상으로 의약품을 양도하는 ‘수여’를 포함시키는 해석은 죄형법정주의에 위배되지 아니한다[64]
- 형벌법규를 해석할 때에는 그 입법목적이나 전체적 내용, 구조 등을 살펴보아 사물의 변별능력을 제대로 갖춘 일반인의 이해와 판단으로서 구성요건요소에 해당하는 행위유형을 정형화하거나 한정할 합리적인 해석기준을 찾을 수 있어야 명확성의 원칙에 반하지 않는다고 할 수

있다
- 형법 제225조의 공문서변조나 위조죄의 주체인 공무원 또는 공무소에는 형법 또는 기타 특별법에 의하여 공무원 등으로 의제되는 경우뿐만 아니라 계약 등에 의하여 공무와 관련되는 업무를 일부 대행하는 경우도 포함된다고 해석하는 것은 죄형법정주의 원칙에 반한다.[66]
- 피고인에게 불리한 유추해석금지의 원칙은 그 형벌법규의 적용대상이 행정법규가 규정한 사항을 내용으로 하고 있는 경우에 그 행정법규의 규정을 해석하는 데에도 마찬가지로 적용된다.[67]
- 「자동차관리법」 제80조 제7호의2는 구체적. 한정적으로 '자동차 이력 및 판매자 정보를 허위로 제공한 자'만을 처벌하는 것이며 제58조 제3항 위 반을 일괄적으로 처벌하는 의미가 아니므로 '허위 제공'의 의미를 '단순 누락'의 경우도 포함하는 것으로 해석하는 것은 죄형법정주의 원칙에 어긋나서 허용되지 않는다.[68]
- 무면허운전 등을 금지한 「도로교통법」 제43조는 운전자의 금지사항으로 운전면허를 받지 아니한 경우와 운전면허의 효력이 정지된 경우를 구별 하여 대등하게 나열하고 있다. 그렇다면 '운전면허를 받지 아니하고'라는 법률문언의 통상적인 의미에 '운전면허를 받았으나 그 후 운전면허의 효 력이 정지된 경우'가 당연히 포함된다고는 해석할 수 없다.[69]
- 형벌법규는 문언에 따라 엄격하게 해석·적용하여야 하고 피고인에게 불 리한 방향으로 지나치게 확장해석하거나 유추해석하여서는 안된다.[70]

#### 명확성의 원칙
- 구 국가공무원복무규정 제27조 제2항 제4호(명목 여하를 불문하고 금전 또는 물질로 특정 정당 또는 정치 단체를 지지 또는 반대하는 것)는 명확성의 원칙에 위배되었거나 모법인 국가공무원법 제65조 제4항의 위임범위를 벗어났다고 할 수 없다[71]
- 이전에 아동 청소년 대상 성폭력범죄를 범하고 아직 유죄판결이 확정되지 아니한 자에 대하여는 판결과 동시에 고지명령을 선고할 수 있는 근거를 따로 두고 있지 아니하므로 이후 아동청소년 대상 성폭력범죄를 저지른 자에 대하여만 판결과 동시에 고지명령을 선고할 수 있다고 보아야 한다[72]
- ‘도박 기타 범죄 등 선량한 풍속 및 사회질서에 반하

는 행위’라는 요건은 이를 한정할 합리적인 기준이 없다면 형벌법규의 구성요건요소로서는 지나치게 광범위하고 불명확하다.
- 명확성의 원칙이란 기본적으로 최대한이 아닌 최소한의 명확성을 요구하는 것으로서, 그 문언이 법관의 보충적인 가치판단을 통해서 그 의미내용을 확인할 수 있고, 그러한 보충적 해석이 해석자의 개인적인 취향에 따라 좌우될 가능성이 없다면 명확성의 원칙에 반한다고 할 수 없다.[74]

- 범죄의 구성요건은 명확하게 규정되어야 하지만 모든 구성요건이 단순한 서술적 개념으로 규정되어야 하는 것은 아니므로 통상의 해석방법에 의하여 건전한 상식과 통상적인 법감정을 가진 사람이 당해 처벌법규의 보호법익과 금지된 행위 및 처벌의 종류와 정도를 알 수 있도록 규정하는 한 명확성원칙에 반하지 아니한다[75]

- 헌법재판소의 위헌결정으로 인하여 형벌에 관한 법률 또는 법률조항이 소급하여 그 효력을 상실한 경우에는 당해 법조를 적용하여 기소한 피고 사건은 범죄로 되지 아니하는 때에 해당하므로 당해 공소사실에 대해 법원은 무죄를 선고하여야 한다.[76]

- 포괄일죄로 되는 개개의 범죄행위가 법 개정의 전후에 걸쳐서 행하여진 경우에는 신․구법의 법정형에 대한 경중을 비교하여 볼 필요도 없이 범죄 실행 종료시의 법이라고 할 수 있는 신법을 적용하

여 포괄일죄로 처단하여야 한다
- 보호관찰은 형벌이 아니라 보안처분의 성격을 갖는 것으로서 그에 관하여 반드시 행위 이전에 규정되어 있어야 하는 것은 아니며, 재판시의 규정에 의하여 보호관찰을 받을 것을 명할 수 있다[78]
- 행위 당시의 판례에 의하면 처벌대상이 되지 아니하는 것으로 해석되었던 행위를 판례의 변경에 따라 확인된 내용의 형법조항에 근거하여 처벌할 수 있다[79]

#### 유추해석
- 위법성 및 책임의 조각사유나 소추조건 또는 처벌조각사유인 형면제사유 등의 범위를 제한적으로 유추해석하여 적용하는 것은 허용될 수 없다[80]
- 강간상해죄를 1회 범한 것 외에 과거에 성폭력범죄로 소년보호처분을 받은 사실이 있는 경우는 특정 범죄자에 대한 위치추적전자장치부착 등에 관한 법률 제5조 제1항 제3호에서 정한 성폭력범죄를 회 이상 범한 경우에 하당하지 않는다[81]
- 외국환거래법에서의 취득은 현실적인 취득을 의미한다. 따라서 여기서 취득이란 해당 범죄행위로 인하여 결과적으로 이를 취득한 때를 말한다고 제한적으로 해석함이 타당하다[82]
- 성폭력처벌법 제13조에서 '성적 수치심을 일으키는 그림 등을 상대방에게 도달하게 한 다'라는 것은 상대방이 성적 수치심을 일으키는 그림 등을 직접 접하는 경우뿐만 아니라 상대방이 실제로 이를 인식할 수 있는 상태에 두는 것을 의미한다. 따라서 행위자의 의사 와 그 내용, 웹페이지의 성격과 사용된 링크기술의 구체적인 방식 등 모든 사정을 종합하 여 볼 때 상대방에게 성적 수치심을 일으키는 그림 등이 담겨 있는 웹페이지 등에 대한 인터넷 링크를 보내는 행위를 통해 그와 같은 그림 등이 상대방에 의하여 인식될 수 있는 상태에 놓이고 실질에 있어서 이를 직접 전달하는 것과 다를 바 없다고 평가되고, 이에 따라 상대방이 이러한 링크를 이용하여 별다른 제한 없이 성적 수치심을 일으키는 그림 등에 바로 접할 수 있는 상태가 실제로 조성되었다면, 그러한 행위는 전체 로 보아 성적 수치심을 일으키는 그림 등을 상대방에게 도달하게 한다는 구성요건을 충족 한다고 보아야 한다[83]
- 식품위생법령 및 청소년보호법령의 규정 체계와 내용 등을 종합해 보면, 구 식품위생법(2010. 1. 18. 법률 제9932호로 개정되기 전의 것, 이하 같다) 관련 법령에서 상정하고 있는 일반음식점영업의 가장 전형적인 형태는 음식류를 조리·판매하는 것을 위주로 하면서 부수적으로 주류를 판매하는 영업이라고 할 수 있다. 그러나 주로 주류를 판매하면서 음식류는 오히려 부수적으로 조리·판매하지만, 손님이 노래를 부르게 하거나 유흥종사자를 두는 등 단란주점영업이나 유흥주점영업에서만 허용되는 행위는 하지 아니하는 형태의 영업에 대해서는 구 식품위생법과 식품위생법 시행령에서 별도의 영업허가 종류로 구분하여 분류하고 있지 아니하고, 더구나 구 청소년보호법(2012. 1. 17. 법률 제11179호로 개정되기 전의 것)과 청소년보호법 시행령에서는 이를 명시적으로 일반음식점영업의 한 형태로 규정하고 있다. 이에 비추어 청소년보호법 시행령 제3조 제4항 제2호에서 규정한 것 같은 형태의 영업, 즉 ‘음식류의 조리·판매보다는 주로 주류의 조리·판매를 목적으로 하는 소주방·호프·카페 등의 영업형태로 운영되는 영업’은 구 식품위생법상 식품접객업의 종류 중에서는 일반음식점영업 허가를 받은 영업자가 적법하게 할 수 있는 행위의 범주에 속한다고 보는 것이 타당하다. 그러므로 일반음식점 영업자가 위와 같은 형태로 영업하였다고 하여 이를 ‘주류만을 판매하는 행위’를 하여서는 아니 된다고 규정한 일반음식점 영업자의 준수사항을 위반한 것이라고 보는 것은 죄형법정주의의 정신과 위 법령 규정의 체계에 어긋나는 것이다.[84]
- 식품위생법 제13조 제1항에서 금지하는 ‘식품에 관하여 의약품과 혼동할 우려가 있는 광고’란 라디오·텔레비전·신문·잡지·음악·영상·인쇄물·간판·인터넷, 그 밖의 방법으로 식품 등의 품질·영양가·원재료·성분 등에 대하여 질병의 치료에 효능이 있다는 정보를 나타내거나 알리는 행위를 의미한다고 보아야 한다. 따라서 식품 판매자가 식품을 판매하면서 특정 구매자에게 그 식품이 질병의 치료에 효능이 있다고 설명하고 상담하였다고 하더라도 이를 가리켜 법 제13조 제1항에서 금지하는 ‘광고’를 하였다고 볼 수 없고, 그와 같은 행위를 반복하였다고 하여 달리 볼 것은 아니다[85]

### 독일
독일 기본법(헌법)의 103(2)에서는 죄형법정주의의 내용을 밝히면서, 형법상의 책임은 의회에서 제정한 법률에 근거해야 한다고 밝히고 있다. 의회에서 제정한 법률이 어떤 행위를 범죄화하기 위한 목적으로 인용하지 않는 한, 정부의 시행령이나 규칙으로는 범죄에 대한 책임을 묻기에 충분하지 않다.

### 프랑스
1789년 프랑스 혁명 당시의 인권선언에 이어서 1810년의 이른바 나폴레옹 형법 제4조에서 "어떠한 위경죄(違警罪)·경죄 또는 중죄도 그 범행 전에 법률에 규정되지 아니한 형벌로써 처벌할 수 없다"고 규정해 죄형법정주의를 명확한 형태로 선언했다.

## 같이 보기
- 무죄 추정의 원칙
- 증거재판주의
- 명확성의 원칙
- 대한민국 헌법 제12조
- 대한민국 형법 제1조 범죄의 성립과 처벌

## 참고 문헌
- 손동권, 『체계적 형법연습』, 율곡출판사, 2005. (ISBN 8985177915)
- 강동범. "죄형법정원칙과 법원." 서울: 박영사, 2023.